# Hasse Fröberg
Hasse Froberg (Uppsala, 4 gennaio 1964) è un cantante e chitarrista svedese naturalizzato statunitense, noto prevalentemente per la sua militanza nei The Flower Kings.

## Biografia
Ha formato il suo primo gruppo all'età di 16 anni: un trio in stile ELP, almeno per quanto riguarda la formazione; Si chiamava HPP3.
Nel 1983 Hasse ha fondato la band heavy rock Spellbound. In seguito ha scritto gran parte del materiale insieme al chitarrista JJ Marsh. Hanno registrato 2 album: "Breaking The Spell" nel dicembre 1984 e "Rocking Reckless" nel dicembre 1985.
Gli Spellbound si sciolsero nel 1988 e Hasse andò in tour con i comic rocker del 1970 "Highway Stars" prima di fondare il suo gruppo Solid Blue, che andò in tour in Svezia tra il 1993 e il 1995.
Il coinvolgimento di Hasse nei The Flower Kings è iniziato nel 1994 quando è stato invitato da Roine Stolt a cantare un paio di brani in The Flower King, che è stato effettivamente pubblicato come album solista di Roine Stolt. Successivamente è stato ospite del primo album dei Flower Kings Back in the World of Adventures nel 1995. Nello stesso anno durante la registrazione del doppio CD Stardust We Are Hasse è stato invitato ad essere un membro permanente della band.

## Discografia

### Solista
- FuturePast (2010)
- PowerPlay (2012)
- HFMC (2015)
- Parallel Life (2019)
- We Are The Truth (2021)

### Con i The Flower Kings
- Retropolis (1996)
- Stardust We Are (1997)
- Flower Power (1999)
- Space Revolver (2000)
- The Rainmaker (2001)
- Unfold the Future (2002)
- Adam & Eve (2004)
- Paradox Hotel (2006)
- The Sum of No Evil (2007)
- Banks of Eden (2012)
- Desolation Rose (2013)
- Waiting for Miracles (2019)

### Con gli Spellbound
- Breaking the Spell (1984)
- Rockin Reckless (1985)

### Con i Solid Blue
- 2002 - Volume 3